# アンヌ・シャルロット・ド・ロレーヌ (1714-1773)

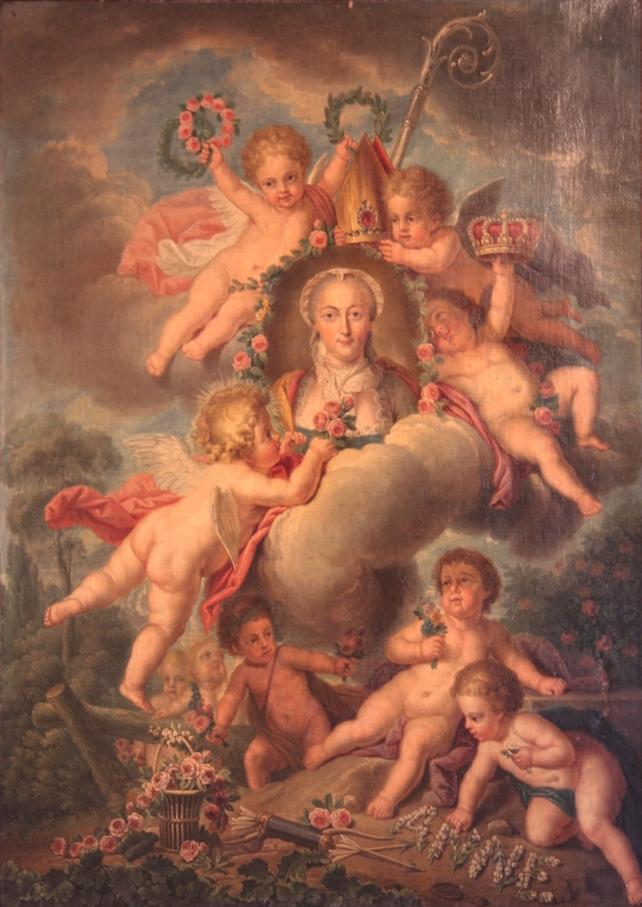
晩年のアンヌ・シャルロット、1770年頃

アンヌ・シャルロット・ド・ロレーヌ（Anne-Charlotte de Lorraine, 1714年5月17日 - 1773年11月7日）は、ロレーヌ家の公女で、ルミルモン女子修道院およびモンス女子修道院の修道院長、またエッセン女子修道院およびトルン女子修道院の補佐修道院長。ドイツ語名はアンナ・シャルロッテ・フォン・ロートリンゲン（Anna Charlotte von Lothringen）。

## 生涯
ロレーヌ公レオポールとその妻でオルレアン公フィリップ1世の娘であるエリザベート・シャルロットの間の末娘として生まれた。3人の兄のうち、長兄レオポール・クレマンは早世、次兄フランソワ・エティエンヌと三兄シャルル・アレクサンドルは共に神聖ローマ皇帝カール6世の娘婿となり、フランソワは後に神聖ローマ皇帝となった。姉のエリザベート・テレーズはサルデーニャ王カルロ・エマヌエーレ3世の後妻となった。
母がフランス王家の出だった縁で、1721年のルイ15世王の戴冠式にも出席した。両親はアンヌ・シャルロットをルイ15世と結婚させようと画策した。しかし当時のフランス宰相だったブルボン公ルイ・アンリは、ブルボン家の分家コンデ公家の当主という立場からも、同じく分家のオルレアン家の縁者であるアンヌ・シャルロットが王妃となることに反対し、落魄した元ポーランド王スタニスワフ・レシチニスキの娘マリア・レシチニスカを王妃に選んだ。その後、従兄のオルレアン公ルイ1世の後妻となる縁談も持ち上がったが、相手方が再婚話を蹴ったので立ち消えた。
1737年に父が死去した直後、後を継いだ次兄フランソワがイタリア中部のトスカーナ大公国と引き換えにロレーヌ公国をフランスに譲渡したため、アンヌ・シャルロットは母と一緒にコメルシーに隠棲した。
1738年10月、ルミルモン女子修道院の修道院長に選任された。ルミルモンの修道院長職にはロレーヌ家の公女が就くことが多く、以前にもアンヌ・シャルロットの夭折した姉エリザベート・シャルロット（1700年 - 1711年）が形式的に修道院長を務めていた。
1744年、母が死去すると兄の婿入り先ウィーンに移り、義姉のマリア・テレジア皇后からシェーンブルン宮殿に住まいを提供された。1745年10月4日にフランクフルト・アム・マインで行われた兄フランソワの皇帝戴冠式にも、家族と一緒に出席している。
1754年、義姉マリア・テレジアにより、フランドル地方モンスのサント・ウォードリュ女子修道院長に任命され、任地へ赴いた。この地方は当時オーストリア領ネーデルラント総督を務めていた三兄シャルル・アレクサンドルの統治下にあった。アンヌ・シャルロットは寡夫のシャルルが総督を務めるブリュッセルの宮廷で、女主人として振る舞った。その後も、マリア・テレジアからエッセン女子修道院、トルン女子修道院の補佐修道院長（副院長）職を授けられたが、1763年に両方の補佐修道院長職をザクセン公女マリア・クニグンデに譲った。
1770年4月から9月にかけ、ブリュッセルからウィーンへの最後の旅行をした。旅の途中の4月末、フランス王太子（のちのルイ16世）に輿入れするため西方へ旅してきた姪のマリー・アントワネット大公女とギュンツブルクで落ち合い、2日間一緒に過ごした。59歳で亡くなり、遺骸はロレーヌ家の墓廟であるナンシーのサン・フランソワ・デ・コルディア教会に安置された。

## 引用
1. ↑  Christensen, Martin K.I. “Women in Power 1700-1740”. Genealogics .org. 2010年3月2日閲覧。
2. ↑  A・フレイザー『マリー・アントワネット（上）』早川書房、P155